# Indústria automobilística no Brasil
Romi-Isetta, o primeiro automóvel produzido em território brasileiro, em Santa Bárbara d'Oeste, São Paulo.
A Indústria automobilística instalou-se no Brasil em 1956, na cidade de Santa Bárbara d'Oeste (SP) com o início da fabricação da Romi-Isetta pelas Indústrias Romi S/A. As marcas de capital brasileiro atualmente são: Agrale, Puma, Mascarello, Marcopolo, Neobus, TAC, Chamonix.
No Brasil, o automóvel encontra-se definido no Anexo I do Código de Trânsito Brasileiro como um veículo de transporte de até 8 passageiros, excluído o condutor.
Em 2019, foi lançado o primeiro carro híbrido a etanol do mundo, o biocombustível é abundante no país e, sendo uma energia limpa, promete ser o futuro. Mais de 92% dos carros no Brasil são movidos a etanol.
Em 2021, o setor terminou o ano com 101 050 pessoas empregadas, o pior índice para um mês desde agosto de 2007, quando havia 100 674 trabalhadores nas fábricas de carros, utilitários, caminhões e ônibus no Brasil. No século, o mês que teve mais gente trabalhando em fábricas de veículos foi outubro de 2013, com quase 138 000 empregados. Porém, o número de fábricas aumentou de 28 unidades em 2007 para 34 em 2021.
Devido a Pandemia de COVID-19, a produção de veículos de 2020 cai para o pior nível desde 2003, em 2 014 055 automóveis.
Uma pesquisa de 2021 revela que o Brasil é o 5º país mais caro do mundo para comprar e manter um carro, custando 441,89% do salário médio anual, ou seja, seria necessário receber mais de 4 vezes o que recebe por ano atualmente para comprar e manter um veículo no país. Para comparação, a lista cita os países mais baratos para comprar e manter um carro, Austrália e Estados Unidos encabeçam a lista custando, respectivamente, 49,48% e 54,8% do salário médio anual.

## História

### Primeira metade do século XX
Pode-se dizer que a era automobilística nasceu no Brasil no dia 25 de novembro de 1891, quando desembarcou no porto de Santos, do navio Portugal, o primeiro carro importado, adquirido pelo jovem inventor do avião, Alberto Santos Dumont, que mais tarde seria conhecido como o "Pai da Aviação" no Brasil. O carro era um reluzente Peugeot com motor Daimler a gasolina, de 3,5 cavalos-vapor e dois cilindros em V, conhecido pelos franceses como voiturette por ser muito parecida com uma charrete. Seu proprietário o comprara por 6 200 francos, em Valentigney, cidade perto de Paris, e o trouxe diretamente para Santos. Mais tarde, o veículo foi levado a São Paulo, permanecendo na residência de Santos Dumont. Esse Peugeot foi o primeiro carro a chegar no Brasil, asseguram os historiadores. O primeiro veículo emplacado no Brasil foi em São Paulo, do empresário Francisco Matarazzo, em 1900. O primeiro acidente de trânsito que se tem notícia no Brasil foi em 1897, quando o poeta Olavo Bilac colidiu com uma árvore. Se ele se feriu, ninguém sabe, mas, com certeza, sobreviveu, uma vez que veio a falecer apenas em 1918.

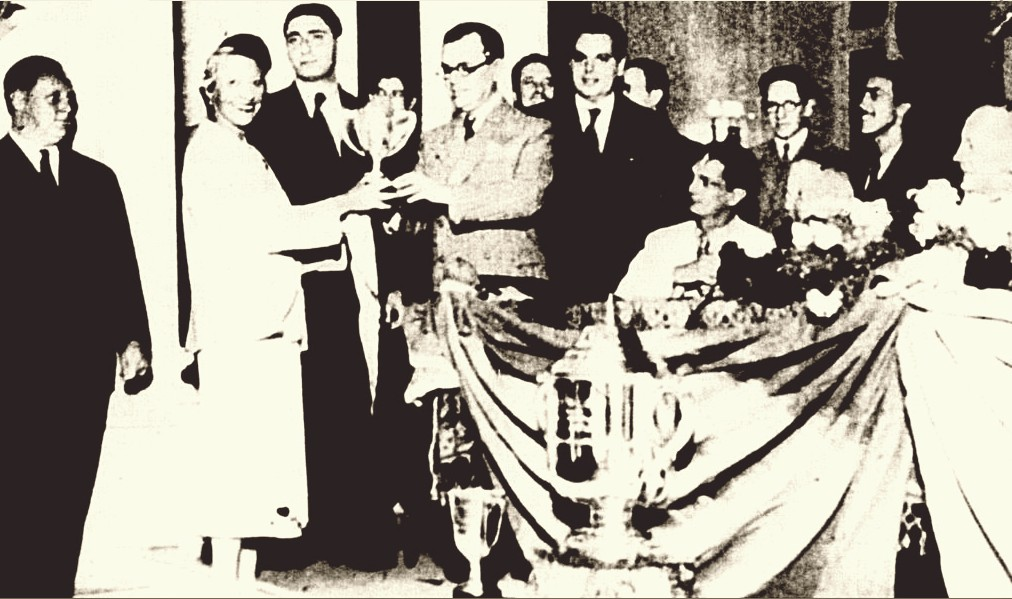
A piloto francesa Hellé Nice recebe, no Automóvel Clube do Brasil, um troféu por sua participação no GP de 1936.

O Brasil é um dos primeiros países do mundo a fazer um protótipo de um carro. Utilizando um motor de origem inglesa, o inventor paulistano Paulo Bonadei foi o primeiro a montar um carro no Brasil. O veículo ficou pronto em 1905, quando Paulo percebeu um "pequeno" detalhe: o protótipo era maior que a porta da garagem, que teve de ser alargada.
Em agosto de 1925, a Estação Experimental de Combustíveis e Minérios (futuro Instituto Nacional de Tecnologia), realizou as primeiras experiências no Brasil, com um automóvel adaptado para usar álcool etílico hidratado como combustível. O veículo, modelo Ford, percorreu 230 km numa prova no circuito da Gávea, no Rio de Janeiro, a primeira promovida pelo Automóvel Clube do Brasil. Ainda naquele ano, o mesmo veículo fez os percursos Rio-São Paulo, Rio-Barra do Piraí e Rio-Petrópolis.
Entre as décadas de 1930 e 1940 o piloto Chico Landi venceu algumas corridas pilotando carros movidos a álcool de fabricação nacional, enquanto seus concorrentes usavam metanol importado da Europa.

Logomarca da FNM.

A FNM (Fábrica Nacional de Motores, popularmente conhecida como "Fenemê") foi criada em 1942. A empresa, cujo objetivo inicial era a fabricação de motores aeronáuticos, passou a fabricar também caminhões e automóveis em 1949.

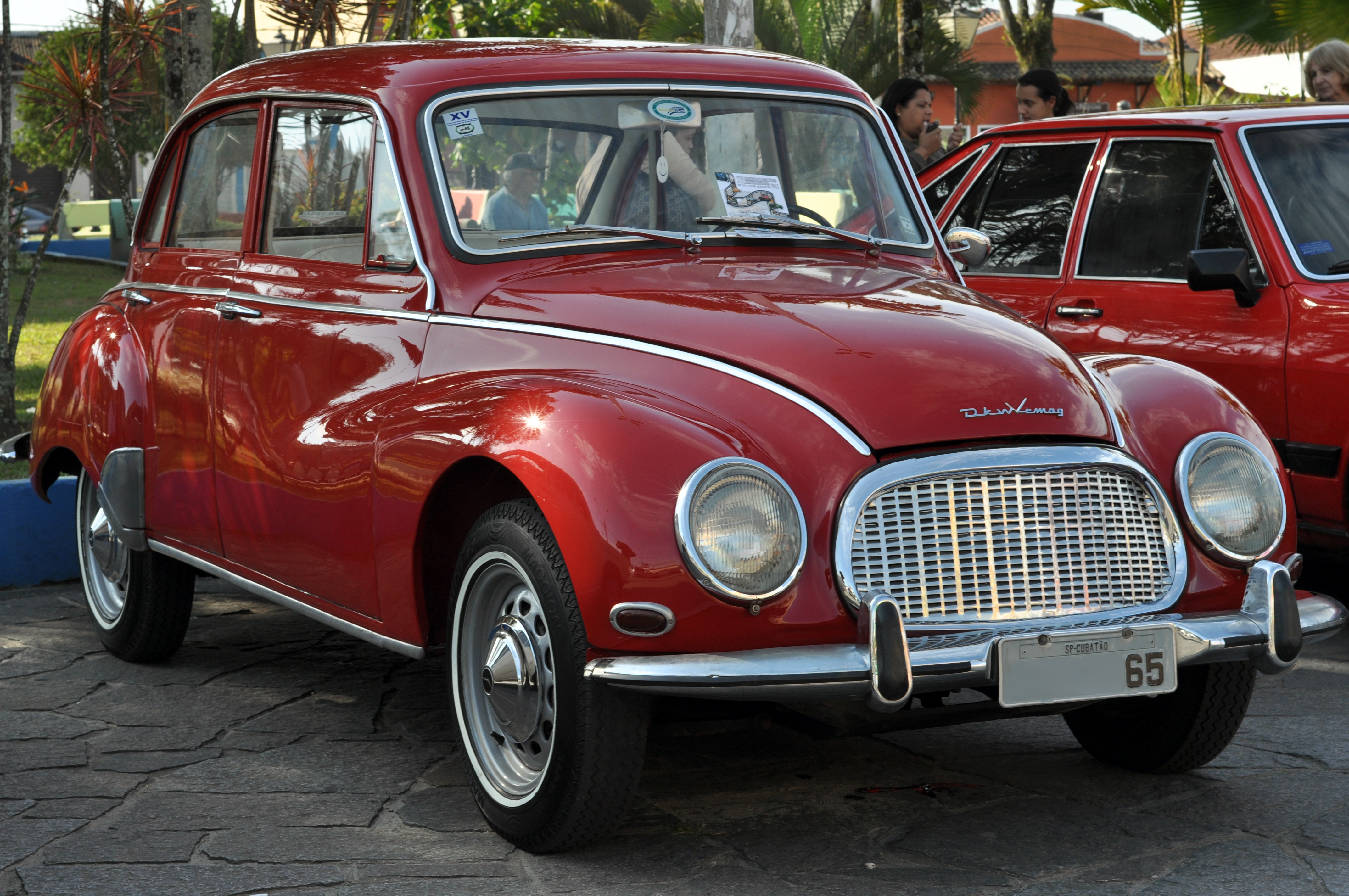
DKW-Vemag Belcar, produzido entre 1958 e 1967 pela Vemag.

Durante a Segunda Guerra Mundial, o país enfrentou um grave racionamento de combustíveis, que eram reservados aos veículos oficiais e para aqueles empregados nos serviços públicos. Como alternativa, durante este período, incentivos governamentais levaram veículos particulares e de transporte público, a utilizarem o equipamento gasogênio. Este equipamento, inventado por Georges Imbert (1884-1950), era usado para a produção do combustível popularmente conhecido como gás pobre. Em 1943, 1944 e 1945, Chico Landi, que também era proprietário de uma empresa fabricante de gasogênios, foi campeão de automobilismo pilotando carros equipados com gasogênios abastecidos com carvão vegetal sendo, por isso, apelidado de o "Rei do Gasogênio".
Em 31 de março de 1952, o presidente da Comissão de Desenvolvimento Industrial (CDI) instalou a subcomissão de jipes, tratores, caminhões e automóveis. O primeiro carro montado em território brasileiro foi a Romi-Isetta, em 1955, produzida pelas indústrias Romi na cidade de Santa Bárbara d'Oeste, no interior de São Paulo. O veículo foi produzido entre 1956 e 1961.  Ainda em 1956, a Vemag também colocou no mercado uma camioneta derivada da família F91, produzida pela DKW, montada no Brasil. Em 1958 passou a disponibilizar sedãs e peruas da família F94 montados sob licença da DKW e com crescentes índices de nacionalização. Também produziu uma versão abrasileirada do jipe Munga e, nos anos 1960, encomendou uma carroceria refinada aos Fissore, da Itália, e a montou sobre a mecânica DKW. Em 1957 foi o início da montagem da Kombi no Brasil, com as peças importadas, no sistema CKD (Completely Knocked Down) ainda pelo Grupo Brasmotor. A Toyota estabeleceu-se no país em 23 de janeiro de 1958. Em maio do ano seguinte, a fábrica começa a produzir o Land Cruiser modelo FJ-251, produzido exclusivamente no Brasil e, o primeiro veículo da companhia montado fora do Japão.

### As Quatro Grandes

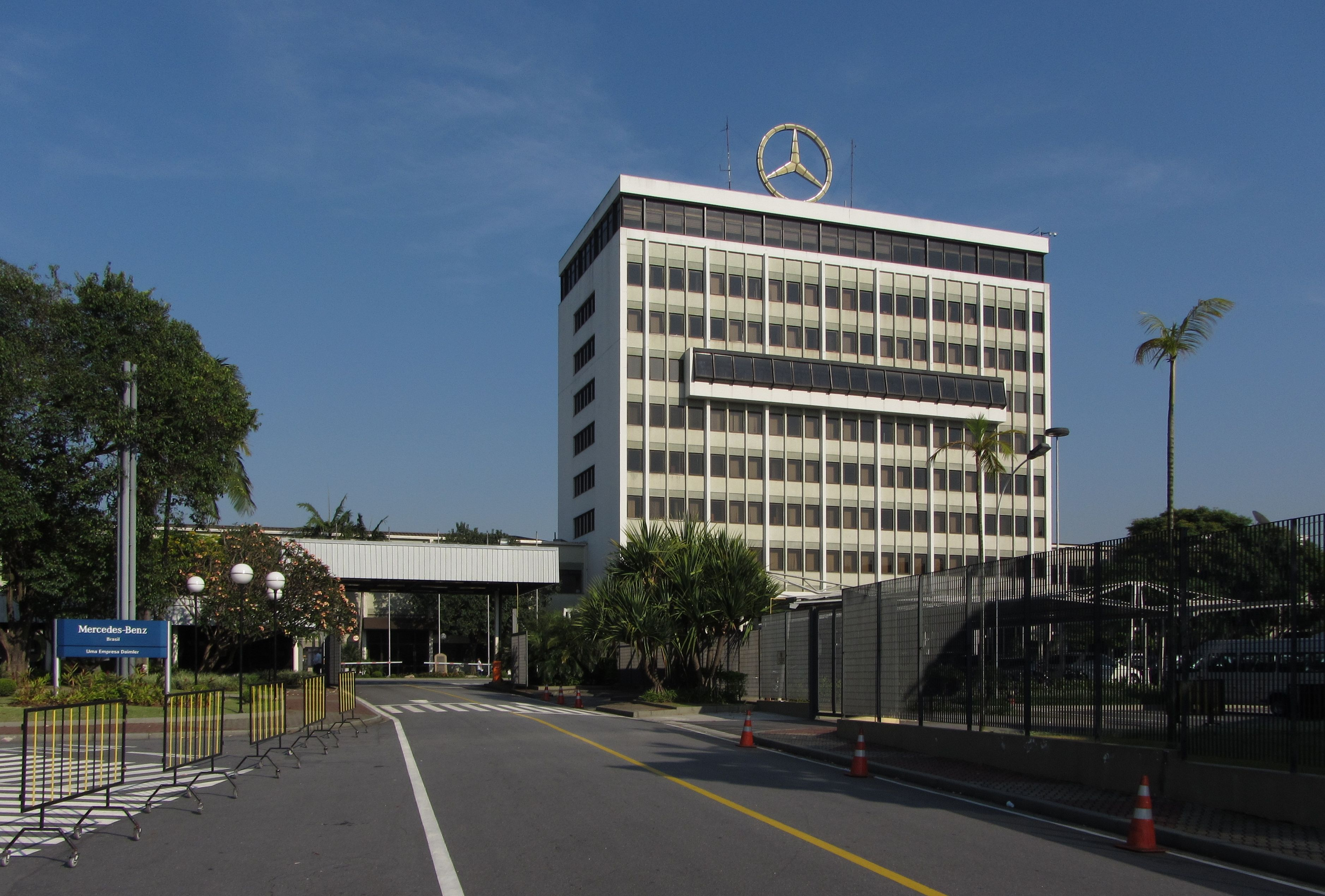
Sede da Mercedes-Benz Brasil em São Bernardo do Campo, São Paulo.

Em 1959, no município de São Bernardo do Campo, São Paulo, foi instalada a fábrica da Volkswagen, cujo primeiro modelo produzido foi a Kombi, lá e que precedeu ao famoso Volkswagen Sedan (mais conhecido no Brasil como Fusca). Entretanto, em Rio Bonito (RJ), já um pequeno empreendedor chamado Sebastião William Cardoso havia montado um pequeno jipe que chamou de "Tupi", movido a partir de um motor de um gerador elétrico. A Chevrolet e a Ford, que eram apenas montadoras de peças importadas, também começaram a dar os seus primeiros passos com a fabricação de caminhões para, mais tarde, iniciarem a produção de automóveis em 1968. A seguir veio a italiana Fiat de Turim, instalou-se em 1973 em Betim (MG).
Outras montadoras e fabricantes as seguiram, como a Renault, Peugeot, Citroën, que montaram fábricas no Brasil, enquanto outras marcas iam sendo incorporadas, como a Dodge pela Chrysler do Brasil. A Mercedes-Benz, que já fabricava caminhões, estabeleceu em São Bernardo uma fábrica, a Daimler Benz do Brasil, inicialmente fabricante de carrocerias de caminhão e ônibus, inaugurando a sua unidade montadora veicular em 1999, em Juiz de Fora(MG). Em 1969, Kazuo Sakamaki, conhecido por ter sido o primeiro prisioneiro de guerra dos EUA na II Guerra Mundial (capturado após o ataque japonês a Pearl Harbor), foi nomeado presidente da Toyota do Brasil.

### Anos 1970, 1980 e 1990

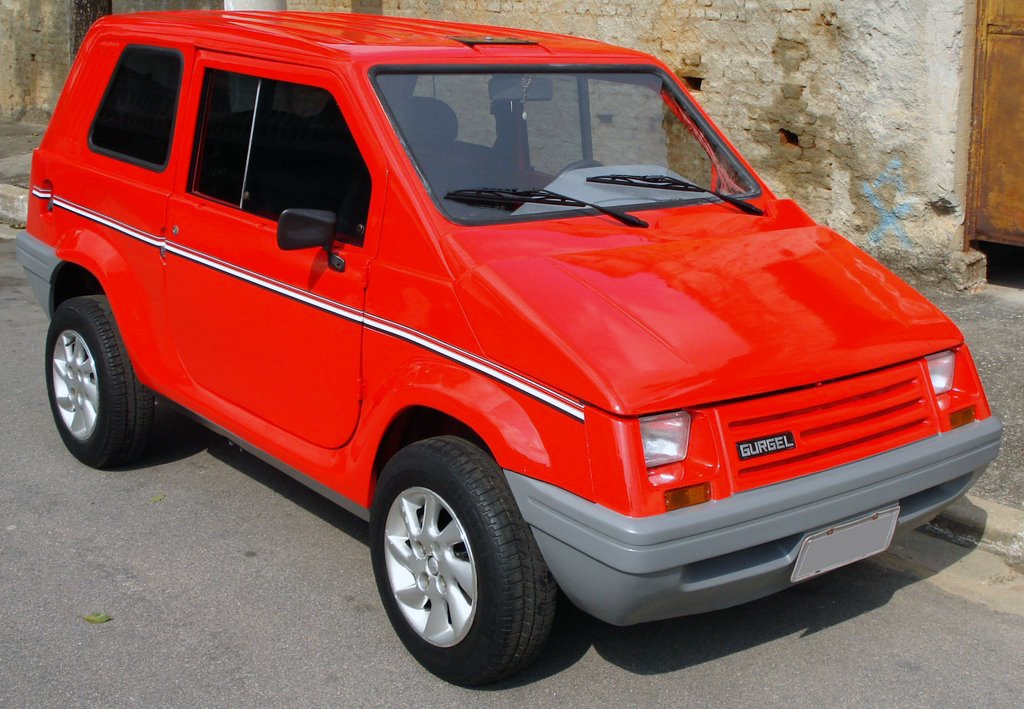
BR-800, fabricado pela Gurgel de 1988 a 1991, foi o primeiro carro 100% brasileiro.

Com as crises do petróleo nos anos 1970, o país desenvolveu como alternativa o Programa Nacional do Álcool (Proálcool) para substituir a gasolina pelo álcool combustível (bioetanol). Em 1979, o Fiat 147 tornou-se o primeiro carro com motor a álcool a ser produzido em série.
Diversos foram os fabricantes de automóveis genuinamente brasileiros como Puma Veículos e Motores, Gurgel, Miura, Envemo entre outros. Muitos não sobreviveram à reabertura das importações no início dos anos 1990 e à competição com modelos importados. A Gurgel entrou em processo de falência após ter lançado no mercado brasileiro o Gurgel BR-800 (o primeiro automóvel genuinamente brasileiro) e posteriormente o Gurgel Supermini, mas o governo federal estendeu a isenção do IPI (antes exclusiva para o modelo nacional) a todos os modelos de veículos existentes no Brasil com menos de 1000 cilindradas e negou um empréstimo já acertado havia tempos para a instalação do projeto Delta (que incluía a construção de um complexo industrial para a fabricação do mesmo no estado do Ceará), o que não aconteceu, culminando na consequente queda do preço das ações. O primeiro carro nacional a ser vendido com injeção eletrônica no Brasil foi o Volkswagen Gol GTI, fabricado a partir de 1989. No entanto, o primeiro carro com este recurso a ser fabricado no Brasil foi o Volkswagen Fox (Volkswagen Voyage para exportação) em 1988. O primeiro automóvel inteiramente fabricado no país foi o minicarro BR-800, em 1988.

### Século XXI

#### Décadas de 2000 e 2010

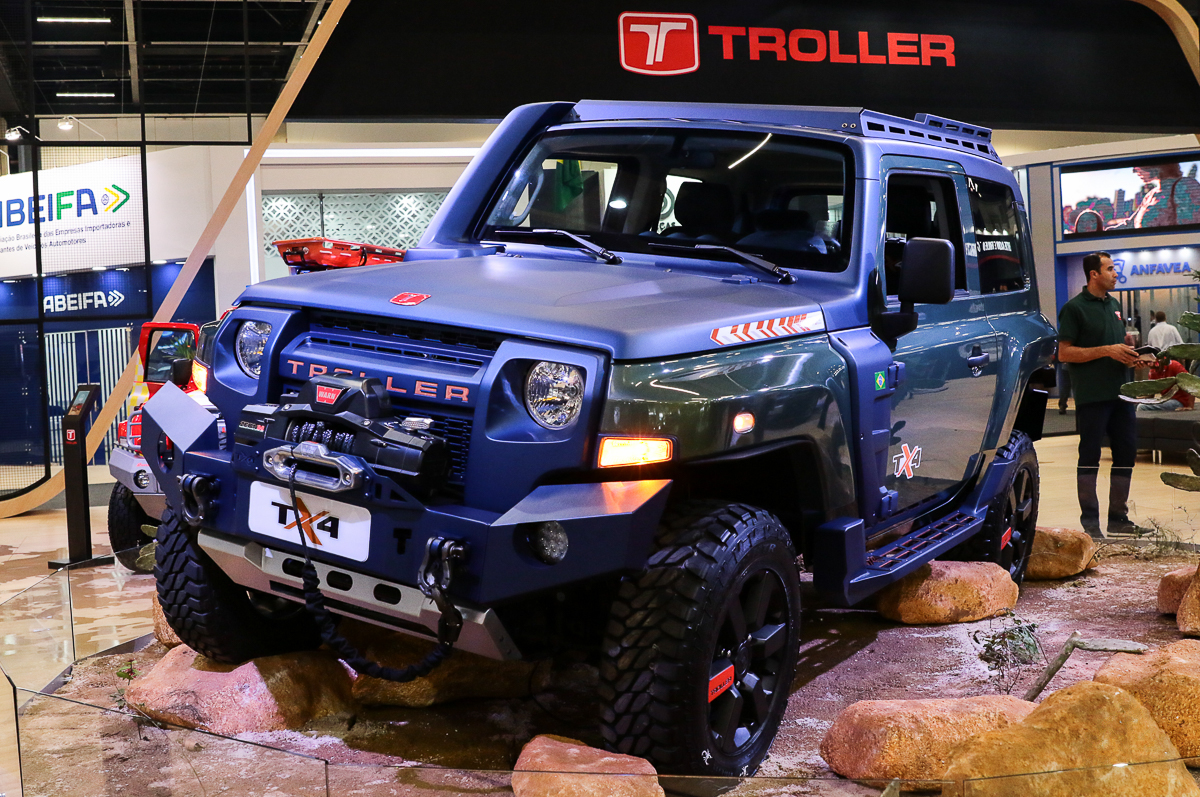
T4 da Troller, empresa adquirida pela Ford em 2007.

Até recentemente, o fabricante brasileiro de maior destaque era a Troller, com os veículos T4 e Pantanal porém, em 2007 o fabricante foi adquirido pela Ford. Nos últimos anos, a indústria automobilística no Brasil tem crescido bastante, atraindo grandes investimentos das principais empresas. Em 2007, a produção automobilística no Brasil cresceu cerca de 14% em relação a 2006, chegando a três milhões de veículos, o que torna o país o sexto maior produtor mundial de automóveis, porém segue sendo o único membro do BRIC a não possuir uma montadora genuinamente nacional.
Em artigo escrito por Joe Leahy no Financial Times, foi questionada a política industrial brasileira voltada para o setor automobilístico, que foi intensificada a partir de 2002. O jornal relaciona essa política com o travamento do sistema de transportes nas grandes metrópoles brasileiras, onde, em geral, há muitos carros particulares e pouco transporte de massa. Essa política, segundo o jornal, poderia ser associada, em parte, às manifestações em 2013. Nas palavras de João Augusto de Castro Neves, membro de uma agência de consultoria de riscos políticos, "a conta chegou".
O setor automotivo foi central para a política industrial brasileira há muitas décadas, de Juscelino Kubitschek a Fernando Henrique Cardoso e os governos do PT. No entanto, com o PT no poder, foram as políticas de crédito, de incentivos fiscais e de proteção alfandegária que turbinaram o setor. Desde 2002, o setor mais que dobrou e o Brasil se tornou o quarto maior produtor de automóveis do mundo, enquanto a infraestrutura e o transporte público não conseguiram manter o mesmo ritmo de crescimento.

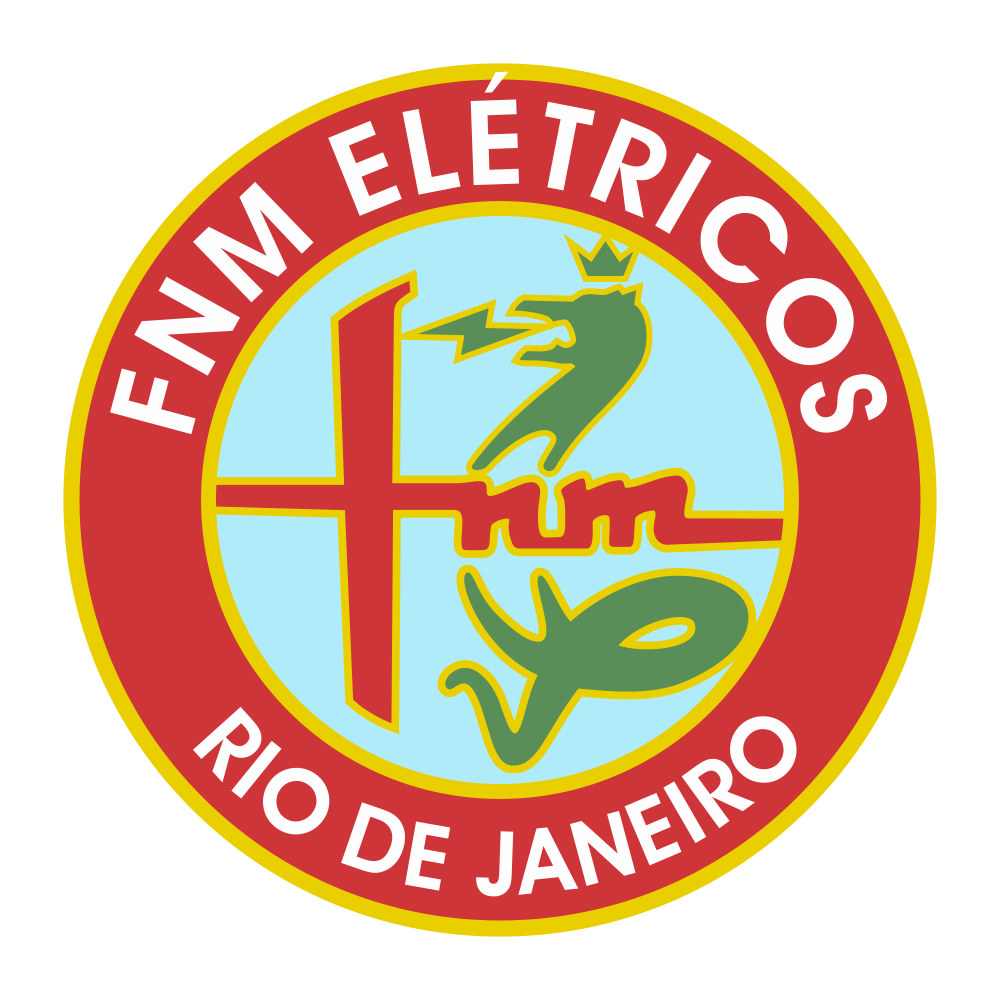
Logomarca da nova FNM.

O investimento nessas redes de transporte foi insuficiente. O tráfego em muitas vias aumentou em mais de 50%. Para Albert Fishlow, a política industrial brasileira sempre foi muito concentrada no setor automobilístico. Com as manifestações de junho de 2013, direcionadas em parte contra o sistema de transportes do país, o custo político dessas medidas aumentou. Entre as diversas demandas, se popularizou o ditado "País desenvolvido não é onde o pobre tem carro. É onde o rico usa o transporte público."
A partir dos anos 2010, começa a acontecer uma descentralização da produção brasileira automotiva, que antes era hiper concentrada na Região do Grande ABC. São Paulo respondia por 74,8% da produção brasileira em 1990. Em 2017, esse índice diminuiu para 46,6%, e em 2019, para 40,1%, impulsionado por fatores como os sindicatos, que oneraram excessivamente a folha de pagamentos e os encargos trabalhistas, desencorajaram investimentos e favoreceram a busca por novas cidades. O próprio desenvolvimento das cidades do ABC ajudou a frear a atratividade, pelo aumento de custos imobiliários, e maior adensamento de áreas residenciais. O Sul Fluminense (RJ), que chegou a ser o segundo maior polo do país em 2017, em 2019 caiu para em 4º lugar, atrás do Paraná (15%) e de Minas Gerais (10,7%), que tomaram parte da produção de SP e RJ.
Em 2014 a BMW, que atua no país desde 1995 inaugurou sua fábrica nacional em Araquari, Santa Catarina.

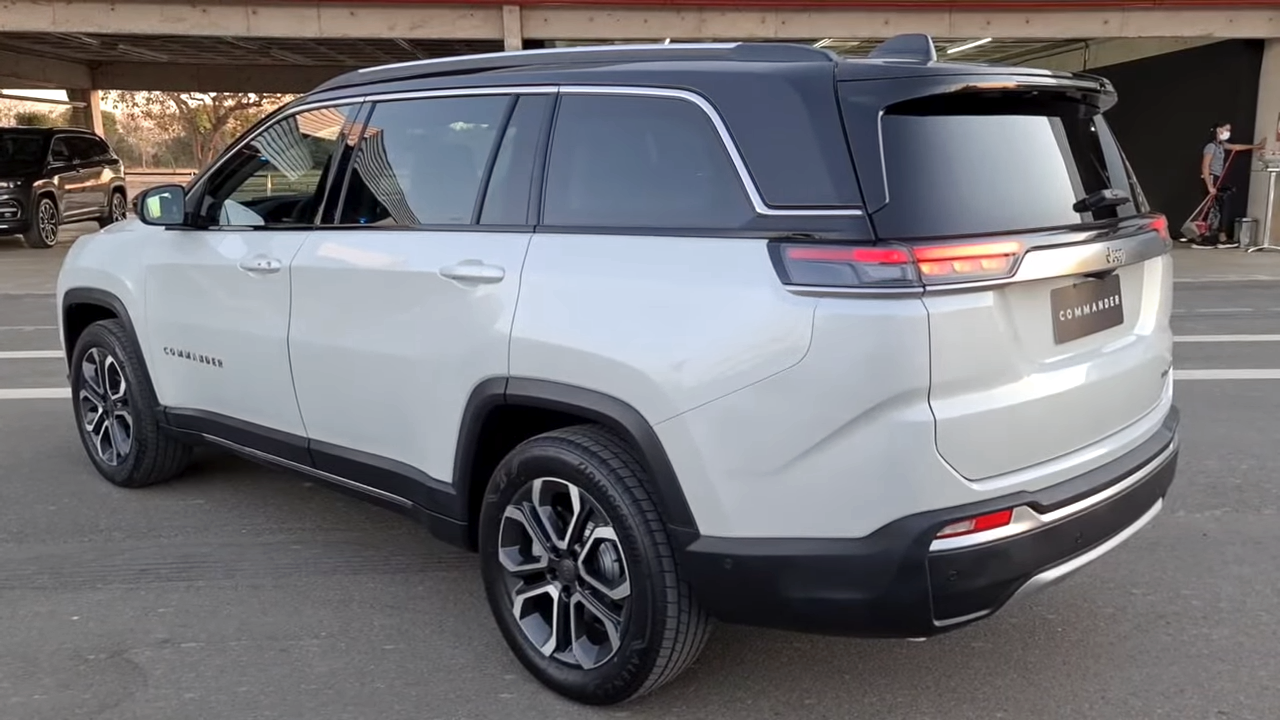
Jeep Commander, carro do segmento premium produzido na fábrica da Stellantis em Pernambuco.

Em 2015, foi inaugurado em Pernambuco o Polo Automotivo Stellantis. Localizado em Goiana, município da Região Intermediária do Recife, produz carros do segmento premium como o Jeep Renegade, o Jeep Compass, o Jeep Commander, a Fiat Toro e a Ram Rampage.
Em 2018, a FNM ressurgiu, agora ressignificada como Fábrica Nacional de Mobilidade, dedicando-se a produção de caminhões elétricos.
Em 2019, o Brasil lançou o primeiro veículo híbrido a etanol do mundo. Um estudo mostrou que os veículos híbridos de etanol têm emissões de CO2 em seu ciclo de vida de 86 g de CO2 equivalente/km. Um híbrido a gasolina emite 173 g de CO2 equivalente/km, em comparação, as emissões do carro elétrico na Europa (133 g) e no Brasil (95 g) e o carro flex no Brasil (93 g) também perdem para o híbrido a etanol.

#### Década de 2020
Em 17 de dezembro de 2020, a Mercedes-Benz anunciou o encerramento da sua fábrica de veículos em Iracemápolis, interior de São Paulo. Segundo a montadora, a decisão foi tomada devido a difícil situação econômica do País, porém afirmou que continuaria a comercializar os seus veículos importando-os do Exterior, além disso, pretende manter as suas duas fábricas de caminhões, uma em São Bernardo do Campo (SP) e a outra em Juiz de Fora (MG).
Em 11 de janeiro de 2021 a Ford anunciou o encerramento de suas fábricas no Brasil, continuando apenas com modelos importados. Em nota, a montadora disse que os novos desafios globais do mercado automotivo, a pandemia de Covid 19 e os baixos índices de vendas na região da América do Sul motivaram a decisão. Apesar disso, continuaria a atuar no Pais.
Em 27 de janeiro de 2022, a chinesa GWM apresentou oficialmente a marca no Brasil. Sua fábrica está localizada em Iracemápolis, em instalações compradas da Mercedes-Benz.
Em 4 de julho de 2023, a montadora chinesa BYD Auto anunciou que irá inaugurar uma fábrica automotiva localizada no antigo complexo da Ford em Camaçari, na região metropolitana de Salvador. Segundo a empresa, está previsto um investimento de R$ 3 bilhões para a construção de três unidades dentro do complexo que serão responsáveis por produzir automóveis, caminhões e ônibus e também por processar células de lítio e ferro fosfato.
Em 2024, as montadoras chinesas Omoda, Jaecoo, Neta e Zeekr anunicaram que irão comercializar seus veículos no Brasil

## Produção histórica por ano

##### Século XX
| Ano      | 1960    | 1965    | 1970    | 1975    | 1980      | 1985    | 1990    | 2000      |
| -------- | ------- | ------- | ------- | ------- | --------- | ------- | ------- | --------- |
| Produção | 133 000 | 185 187 | 416 089 | 930 235 | 1 165 174 | 966 708 | 914 466 | 1 681 517 |

Fontes:
| 1950 | –         |  |  |  |  |  |  |  |  |  |  |  |  |  |  |  |  |  |  |  |  |  |  |  |  |  |  |  |  |  |  |  |  |  |  |  |  |  |  |  |  |  |  |  |  |  |  |  |  |  |  |  |  |  |  |  |  |  |  |  |  |  |  |  |  |  |  |  |  |  |  |  |  |  |  |  |  |  |
| 1960 | 133 000   |  |  |  |  |  |  |  |  |  |  |  |  |  |  |  |  |  |  |  |  |  |  |  |  |  |  |  |  |  |  |  |  |  |  |  |  |  |  |  |  |  |  |  |  |  |  |  |  |  |  |  |  |  |  |  |  |  |  |  |  |  |  |  |  |  |  |  |  |  |  |  |  |  |  |  |  |  |
| 1970 | 416 089   |  |  |  |  |  |  |  |  |  |  |  |  |  |  |  |  |  |  |  |  |  |  |  |  |  |  |  |  |  |  |  |  |  |  |  |  |  |  |  |  |  |  |  |  |  |  |  |  |  |  |  |  |  |  |  |  |  |  |  |  |  |  |  |  |  |  |  |  |  |  |  |  |  |  |  |  |  |
| 1980 | 1 165 174 |  |  |  |  |  |  |  |  |  |  |  |  |  |  |  |  |  |  |  |  |  |  |  |  |  |  |  |  |  |  |  |  |  |  |  |  |  |  |  |  |  |  |  |  |  |  |  |  |  |  |  |  |  |  |  |  |  |  |  |  |  |  |  |  |  |  |  |  |  |  |  |  |  |  |  |  |  |
| 1990 | 914 466   |  |  |  |  |  |  |  |  |  |  |  |  |  |  |  |  |  |  |  |  |  |  |  |  |  |  |  |  |  |  |  |  |  |  |  |  |  |  |  |  |  |  |  |  |  |  |  |  |  |  |  |  |  |  |  |  |  |  |  |  |  |  |  |  |  |  |  |  |  |  |  |  |  |  |  |  |  |
| 2000 | 1 681 517 |  |  |  |  |  |  |  |  |  |  |  |  |  |  |  |  |  |  |  |  |  |  |  |  |  |  |  |  |  |  |  |  |  |  |  |  |  |  |  |  |  |  |  |  |  |  |  |  |  |  |  |  |  |  |  |  |  |  |  |  |  |  |  |  |  |  |  |  |  |  |  |  |  |  |  |  |  |
| 2005 | 2 530 840 |  |  |  |  |  |  |  |  |  |  |  |  |  |  |  |  |  |  |  |  |  |  |  |  |  |  |  |  |  |  |  |  |  |  |  |  |  |  |  |  |  |  |  |  |  |  |  |  |  |  |  |  |  |  |  |  |  |  |  |  |  |  |  |  |  |  |  |  |  |  |  |  |  |  |  |  |  |
| 2006 | 2 611 034 |  |  |  |  |  |  |  |  |  |  |  |  |  |  |  |  |  |  |  |  |  |  |  |  |  |  |  |  |  |  |  |  |  |  |  |  |  |  |  |  |  |  |  |  |  |  |  |  |  |  |  |  |  |  |  |  |  |  |  |  |  |  |  |  |  |  |  |  |  |  |  |  |  |  |  |  |  |
| 2007 | 2 970 818 |  |  |  |  |  |  |  |  |  |  |  |  |  |  |  |  |  |  |  |  |  |  |  |  |  |  |  |  |  |  |  |  |  |  |  |  |  |  |  |  |  |  |  |  |  |  |  |  |  |  |  |  |  |  |  |  |  |  |  |  |  |  |  |  |  |  |  |  |  |  |  |  |  |  |  |  |  |
| 2008 | 3 220 475 |  |  |  |  |  |  |  |  |  |  |  |  |  |  |  |  |  |  |  |  |  |  |  |  |  |  |  |  |  |  |  |  |  |  |  |  |  |  |  |  |  |  |  |  |  |  |  |  |  |  |  |  |  |  |  |  |  |  |  |  |  |  |  |  |  |  |  |  |  |  |  |  |  |  |  |  |  |
| 2009 | 3 182 617 |  |  |  |  |  |  |  |  |  |  |  |  |  |  |  |  |  |  |  |  |  |  |  |  |  |  |  |  |  |  |  |  |  |  |  |  |  |  |  |  |  |  |  |  |  |  |  |  |  |  |  |  |  |  |  |  |  |  |  |  |  |  |  |  |  |  |  |  |  |  |  |  |  |  |  |  |  |
| 2010 | 3 381 728 |  |  |  |  |  |  |  |  |  |  |  |  |  |  |  |  |  |  |  |  |  |  |  |  |  |  |  |  |  |  |  |  |  |  |  |  |  |  |  |  |  |  |  |  |  |  |  |  |  |  |  |  |  |  |  |  |  |  |  |  |  |  |  |  |  |  |  |  |  |  |  |  |  |  |  |  |  |
| 2011 | 3 406 150 |  |  |  |  |  |  |  |  |  |  |  |  |  |  |  |  |  |  |  |  |  |  |  |  |  |  |  |  |  |  |  |  |  |  |  |  |  |  |  |  |  |  |  |  |  |  |  |  |  |  |  |  |  |  |  |  |  |  |  |  |  |  |  |  |  |  |  |  |  |  |  |  |  |  |  |  |  |
| 2012 | 3 402 508 |  |  |  |  |  |  |  |  |  |  |  |  |  |  |  |  |  |  |  |  |  |  |  |  |  |  |  |  |  |  |  |  |  |  |  |  |  |  |  |  |  |  |  |  |  |  |  |  |  |  |  |  |  |  |  |  |  |  |  |  |  |  |  |  |  |  |  |  |  |  |  |  |  |  |  |  |  |
| 2013 | 3 712 380 |  |  |  |  |  |  |  |  |  |  |  |  |  |  |  |  |  |  |  |  |  |  |  |  |  |  |  |  |  |  |  |  |  |  |  |  |  |  |  |  |  |  |  |  |  |  |  |  |  |  |  |  |  |  |  |  |  |  |  |  |  |  |  |  |  |  |  |  |  |  |  |  |  |  |  |  |  |
| 2014 | 3 364 890 |  |  |  |  |  |  |  |  |  |  |  |  |  |  |  |  |  |  |  |  |  |  |  |  |  |  |  |  |  |  |  |  |  |  |  |  |  |  |  |  |  |  |  |  |  |  |  |  |  |  |  |  |  |  |  |  |  |  |  |  |  |  |  |  |  |  |  |  |  |  |  |  |  |  |  |  |  |
| 2015 | 2 429 463 |  |  |  |  |  |  |  |  |  |  |  |  |  |  |  |  |  |  |  |  |  |  |  |  |  |  |  |  |  |  |  |  |  |  |  |  |  |  |  |  |  |  |  |  |  |  |  |  |  |  |  |  |  |  |  |  |  |  |  |  |  |  |  |  |  |  |  |  |  |  |  |  |  |  |  |  |  |
| 2016 | 2 157 379 |  |  |  |  |  |  |  |  |  |  |  |  |  |  |  |  |  |  |  |  |  |  |  |  |  |  |  |  |  |  |  |  |  |  |  |  |  |  |  |  |  |  |  |  |  |  |  |  |  |  |  |  |  |  |  |  |  |  |  |  |  |  |  |  |  |  |  |  |  |  |  |  |  |  |  |  |  |
| 2017 | 2 699 672 |  |  |  |  |  |  |  |  |  |  |  |  |  |  |  |  |  |  |  |  |  |  |  |  |  |  |  |  |  |  |  |  |  |  |  |  |  |  |  |  |  |  |  |  |  |  |  |  |  |  |  |  |  |  |  |  |  |  |  |  |  |  |  |  |  |  |  |  |  |  |  |  |  |  |  |  |  |
| 2018 | 2 880 724 |  |  |  |  |  |  |  |  |  |  |  |  |  |  |  |  |  |  |  |  |  |  |  |  |  |  |  |  |  |  |  |  |  |  |  |  |  |  |  |  |  |  |  |  |  |  |  |  |  |  |  |  |  |  |  |  |  |  |  |  |  |  |  |  |  |  |  |  |  |  |  |  |  |  |  |  |  |
| 2019 | 2 944 962 |  |  |  |  |  |  |  |  |  |  |  |  |  |  |  |  |  |  |  |  |  |  |  |  |  |  |  |  |  |  |  |  |  |  |  |  |  |  |  |  |  |  |  |  |  |  |  |  |  |  |  |  |  |  |  |  |  |  |  |  |  |  |  |  |  |  |  |  |  |  |  |  |  |  |  |  |  |
| 2020 | 2 014 055 |  |  |  |  |  |  |  |  |  |  |  |  |  |  |  |  |  |  |  |  |  |  |  |  |  |  |  |  |  |  |  |  |  |  |  |  |  |  |  |  |  |  |  |  |  |  |  |  |  |  |  |  |  |  |  |  |  |  |  |  |  |  |  |  |  |  |  |  |  |  |  |  |  |  |  |  |  |
| 2021 | 2 248 253 |  |  |  |  |  |  |  |  |  |  |  |  |  |  |  |  |  |  |  |  |  |  |  |  |  |  |  |  |  |  |  |  |  |  |  |  |  |  |  |  |  |  |  |  |  |  |  |  |  |  |  |  |  |  |  |  |  |  |  |  |  |  |  |  |  |  |  |  |  |  |  |  |  |  |  |  |  |
| 2022 | 2 370 000 |  |  |  |  |  |  |  |  |  |  |  |  |  |  |  |  |  |  |  |  |  |  |  |  |  |  |  |  |  |  |  |  |  |  |  |  |  |  |  |  |  |  |  |  |  |  |  |  |  |  |  |  |  |  |  |  |  |  |  |  |  |  |  |  |  |  |  |  |  |  |  |  |  |  |  |  |  |